# Rod Rees
Pour les articles homonymes, voir Rees.
Œuvres principales
- Série Le Demi-Monde

Rod Rees, né le 26 novembre 1948 à Scarborough dans le Yorkshire du Nord en Angleterre, est un écrivain britannique de science-fiction.

## Œuvres

### SérieLe Demi-Monde
1. Hiver, J'ai lu, coll. Nouveaux Millénaires, no 19, 2012 ((en) The Demi-Monde: Winter, Quercus, 2011), trad. Florence Dolisi, 541 p.  (ISBN 978-2-290-04101-7)Réédition, J'ai lu, coll. « Science fiction » no 11133, 2015, 605 p. (ISBN 978-2-290-04105-5)
2. Printemps, J'ai lu, coll. Nouveaux Millénaires, no 28, 2013 ((en) The Demi-Monde: Spring, Jo Fletcher Books, 2011), trad. Florence Dolisi, 538 p.  (ISBN 978-2-290-04102-4)Réédition, J'ai lu, coll. « Science fiction » no 11341, 2016, 573 p. (ISBN 978-2-290-04107-9)
3. Été, J'ai lu, coll. Nouveaux Millénaires, no 35, 2014 ((en) The Demi-Monde: Summer, Jo Fletcher Books, 2012), trad. Florence Dolisi, 505 p.  (ISBN 978-2-290-04103-1)Réédition, J'ai lu, coll. « Science fiction » no 11458, 2016, 634 p. (ISBN 978-2-290-04108-6)
4. Automne, J'ai lu, coll. Nouveaux Millénaires, no 44, 2015 ((en) The Demi-Monde: Fall, Jo Fletcher Books, 2013), trad. Florence Dolisi, 540 p.  (ISBN 978-2-290-04104-8)Réédition, J'ai lu, coll. « Science fiction » no 11530, 2016, 636 p. (ISBN 978-2-290-04109-3)